# 赫苏斯·阿雷利亚诺
赫苏斯·阿雷利亚诺（西班牙語：Jesús Arellano，1973年5月8日—），墨西哥男子足球运动员，司职边锋。他曾代表墨西哥国奥队参加1995年泛美运动会和1996年夏季奥林匹克运动会，其中1995年泛美运动会获得一枚银牌。